# Шепіт янголів
A Rumor of War («Шепіт янголів», інша назва — «Чутки про війну») — американська автобіографічна драма.

## Сюжет
Сюжет фільму базується на мемуарах ветерана В'єтнамської війни, американця Філіппа Капуто, написаних у 1977. Протягом середини 1960-х Капуто служив лейтенантом морської піхоти, чудово виконуючи свої обов'язки, навіть коли питання пробудження мудрості у американських солдатів у В'єтнамі було заплутаним. Під час ескалації війни та як наслідок — збільшення кількості вбитих з Капуто стався нервовий зрив. Фільм є подібним до більш раннього антивоєнного твору «На Західному фронті без змін».

## У ролях
- Бред Девіс — лейтенант Філіпп Капуто
- Кіт Керрадайн — лейтенант Мерф Маккой
- Майкл О'Кіф — лейтенант Волтер Коен
- Річард Бредфорд — генерал Мерл Руперт
- Браян Деннегі — сержант Нед Коулман
- Джефф Деніелс — капелан
- Перрі Ленг — Вудворд
- Крістофер Мітчем — капітан Пітерсон
- Ден Шор — Менхол
- Лейн Сміт — сержант Вілліам Голгрен
- Гейл Янгз — Керол
- Стейсі Кіч — майор Бол

## Цікаві факти
- Після того, як капітан, імовірно, був вбитий в кінці фільму, можна побачити, як він дихає.